# Сан-Грегоріо-ді-Катанія
Сан-Грегоріо-ді-Катанія, Сан-Ґреґоріо-ді-Катанія (італ. San Gregorio di Catania, сиц. San Grigoriu) — муніципалітет в Італії, у регіоні Сицилія,  метрополійне місто Катанія.
Сан-Грегоріо-ді-Катанія розташований на відстані близько 540 км на південний схід від Рима, 170 км на схід від Палермо, 8 км на північний схід від Катанії.
Населення — 11 894 особи (2014).

## Демографія
Населення за роками:

Станом на 1 січня 2023 року в муніципалітеті офіційно проживали 192 іноземці з 36 країн, серед них 62 громадяни країн Євросоюзу та 1 громадянин України.

## Сусідні муніципалітети
- Ачі-Кастелло
- Катанія
- Сан-Джованні-ла-Пунта
- Треместієрі-Етнео
- Вальверде